# گیزم گورشن
گیزم گورشن (ترکی استانبولی: Gizem Güreşen؛ زادهٔ ۱۴ ژانویهٔ ۱۹۸۷) بازیکن والیبال اهل ترکیه است. گیزم در والیبال قهرمانی زنان جهان ۲۰۱۱ به عنوان بهترین لیبرو مسابقات انتخاب شد.
وی دو قهرمانی لیگ قهرمانان اروپا و یک قهرمانی جام باشگاه‌های جهان را با واکیف بانک تجربه کرد.